# Јудора Велти
Јудора Алис Велти (13. април 1909 — Џексон (Мисисипи), 23. јул 2001) била је амерички писац кратких прича, романописац и фотограф, позната по делима која приказују живот на америчком југу. Њен роман The Optimist's Daughter освојио је Пулицерову награду 1973. године.
Током каријере, Велти је добила бројна признања, укључујући Председничку медаљу слободе и Орден југа. Била је прва жива ауторка чија су дела објављена у оквиру едиције Америчке библиотеке. Њена кућа у Џексону, у држави Мисисипи, проглашена је националним историјским обележјем и данас је отворена за јавност као музеј.

## Биографија
Јудора Велти рођена је 13. априла 1909. године у Џексону, Мисисипи, као ћерка Кристијана Веба Велтија (1879–1931) и Мери Честине (Ендруз) Велти (1883–1966). Одрасла је са двојицом млађих браће, Едвардом Џеферсоном и Волтером Ендрузом. Велти је одрастала у породици методиста. Њена мајка, по занимању учитељица, неговала је дубоку љубав према књигама, преневши је и на Јудору, док је њен отац, извршни директор осигурања, подстицао њену радозналост према техникама и механизмима.
Њен дом из детињства, који и данас постоји, првобитно је 1980. године уврштен у Национални регистар историјских места, али је 1986. уклоњен са листе због архитектонских измена.
Љубав према читању развила је рано, уз подршку мајке која је веровала да је „свака соба у нашој кући, у било које доба дана, била ту да се у њој чита, или да јој се чита.“ Очев интерес за технологију и машине инспирисао је Велтијеву не само у њеном књижевном раду, где је често користила технологију као симбол, већ и у њеној страсти према фотографији, којом се активно бавила.
Након што је завршила Централну средњу школу у Џексону, Јудора Велти се са породицом преселила у нову кућу у улици Пајнхурст. Ова кућа, коју је за њих пројектовао архитекта Вајат Ц. Хедрик у стилу тјудорског препорода, остала је њена стална адреса до краја живота. Данас је позната као Eudora Welty House and Garden и служи као музеј посвећен њеном животу и раду.
Велти је започела студије на Државном колеџу за жене Мисисипија (1925–1927), након чега се пребацила на Универзитет Висконсина, где је дипломирала енглеску књижевност. На предлог свог оца, уписала је студије на Универзитету Колумбија у Њујорку. Међутим, након дипломирања, суочила се са тешкоћама у проналажењу запослења због Велике кризе.
Након повратка у Џексон 1931. године, Јудора Велти се суочила са губитком оца, који је преминуо од леукемије. Запослила се на локалној радио станици и писала о друштвеним дешавањима у Џексону за новине The Commercial Appeal из Мемфиса.
Године 1933. почела је да ради за Управу за напредак радова (Works Progress Administration). Као рекламни агент, прикупљала је приче, водила интервјуе и фотографисала свакодневни живот у Мисисипију, што јој је омогућило да стекне дубљи увид у јужњачку културу и међуљудске односе – теме које ће касније истраживати у њеним кратким причама. У том периоду, у својој кући је окупљала пријатеље и колеге писце, формирајући групу коју је назвала Клуб ноћног цветања Цереус. Три године касније, напустила је посао како би се у потпуности посветила писању.
Њена књижевна каријера узела је маха 1936. године, када је објавила причу The Death of a Traveling Salesman у часопису Manuscript. Убрзо након тога, њене приче су се појавиле у престижним публикацијама као што су The Sewanee Review и The New Yorker. Велти је стекла репутацију једног од најзначајнијих јужњачких писаца када је објавила своју прву збирку кратких прича, A Curtain of Green. Њен успех јој је донео место уредника у The New York Times Book Review и Гугенхајмову стипендију, која јој је омогућила да путује у Француску, Енглеску, Ирску и Немачку.
Док је боравила у Европи, предавала је на универзитетима у Оксфорду и Кембриџу, постајући прва жена којој је било дозвољено да уђе у салу Питерхаус колеџа. Године 1960. вратила се у Џексон како би бринула о својој мајци и браћи.
Након убиства Медгара Еверса, теренског секретара Националног удружења за напредак Обојених људи у Мисисипију, Јудора Велти је објавила причу Where Is the Voice Coming From? у часопису The New Yorker. Ова прича, написана из перспективе атентатора, представљала је њен снажан коментар на расну неправду.
Године 1971. објавила је колекцију фотографија из периода Велике кризе под називом One Time, One Place. Две године касније, освојила је Пулицерову награду за фикцију за свој роман The Optimist's Daughter. Поред писања, Велти је предавала на Универзитету Харвард, а своје говоре је касније прилагодила у мемоаре Почеци једног писца, подељене у три дела.
Остала је у својој породичној кући у Џексону све до своје смрти 23. јула 2001. године. Сахрањена је на гробљу Гринвуд у Џексону, а на њеном надгробном споменику уклесан је цитат из The Optimist's Daughter: „Јер њен живот, било који живот, морала је да верује, није био ништа друго до континуитета љубави.“
Током 1970-их, Велти је водила дугу преписку са романописцем Росом Мекдоналдом, познатим по серији детективских романа о Леву Арчеру.

## Фотографија
Док је радила као рекламни агент за Управу за напредак радова, Јудора Велти је у слободно време фотографисала људе из свих економских и друштвених слојева. Још од раних 1930-их, њене фотографије документују руралну сиротињу Мисисипија и последице Велике кризе. Њене збирке фотографија објављене су као One Time, One Place (1971) и Photographs (1989).
Фотографија је често служила као инспирација за њене кратке приче. Прича Why I Live at the P.O. настала је након што је Велти фотографисала жену како пегла у задњем делу мале поште. Иако је приоритет давала писању, наставила је да се бави фотографијом све до 1950-их.

## Писачка каријера и главна дела
Јудора Велти је дебитовала на књижевној сцени 1936. године кратком причом The Death of a Traveling Salesman. Њен таленат је препознала ауторка Кетрин Ен Портер, која је постала њен ментор и написала предговор за њену прву збирку кратких прича, A Curtain of Green (1941). Ова књига је учврстила Велтијеву као један од најистакнутијих гласова америчке књижевности.
Њене приче, попут Why I Live at the P.O., Petrified Man и често антологизоване A Worn Path, истичу се мајсторским приказом јужњачког идиома и обичаја. Why I Live at the P.O. први пут је објављена 1941. у The Atlantic Monthly, а касније те године и у A Curtain of Green. Прича кроз комичан приказ породичних односа истражује мотив отуђења. Радња прати сестру која се, услед породичних сукоба, отуђује од породице и одлучује да живи у пошти у којој ради. Критичари ову причу сматрају примером врхунске јужњачке литературе, јер на духовит начин осветљава породичне односе.
A Worn Path је такође објављена у The Atlantic Monthly и у A Curtain of Green. Сматра се једном од њених најбољих прича, освојивши другу награду О. Хенри 1941. године. Током каријере, Велти је објавила преко четрдесет кратких прича, пет романа, три публицистичка дела и једну књигу за децу.
Њен дебитантски роман, The Robber Bridegroom (1942), значајно се разликовао од њених ранијих психолошки продубљених дела. Уместо сложених ликова, роман приказује статичне, бајковите фигуре, што је неке критичаре навело да верују да је Велти избегавала директно суочавање са реализмом који је доминирао делима Вилијама Фокнера, њеног познатијег савременика из Мисисипија. Иако је роман изазвао мешовите реакције, многи су га видели као модерну јужњачку бајку, уочавајући сличности са темама и ликовима из прича браће Грим.
Године 1963, непосредно након убиства Медгара Еверса, Велти је написала причу Where Is the Voice Coming From?. У каснијим интервјуима објаснила је да ју је водила мисао: „Ко год да је убица, ја га познајем. Не његов идентитет, већ његов настанак, његов пут до овог тренутка и овог места. Требало је до сада, одавде, да знам шта се таквом човеку дешава у глави.“ Ова прича, написана из перспективе убице, представља Јудорину фиктивну реконструкцију психолошког стања човека способног за убиство из мржње. Причу је објавио The New Yorker убрзо након хапшења Бајрона Де Ла Беквита, осумњиченог за убиство Еверса.
Роман The Optimist's Daughter (1972), добитник Пулицерове награде за књижевност, многи сматрају њеним најбољим делом. За разлику од њених ранијих дела, овај роман је написан много касније у њеној каријери и одликује се дубоком емоционалном слојевитошћу. Песник Хауард Мос је у The New York Times описао књигу као „чудо компресије, она врста књиге, малог обима, али дубоке у својим импликацијама, која награђује цео животни рад“. Радња прати породичне тензије између ћерке и друге жене судије, док се суочавају са његовим опоравком након операције ока. Кроз овај интимни оквир, Велти продубљује теме породичних односа, губитка и суочавања с прошлошћу.
Велти је такође оставила значајан траг у области мемоарске прозе. Њена предавања одржана на Универзитету Харвард касније су ревидирана и објављена под насловом One Writer’s Beginnings (1983). Ова књига постала је прва коју је Harvard University Press објавио, а да је достигла статус бестселера на The New York Times листи, где се задржала најмање 32 недеље. Такође је освојила друго место за Националну награду за књижевност 1984. године.
Године 1992. Велти је добила награду Реа за кратку причу, као признање за свој животни допринос америчкој краткој причи. Била је активан члан Удружења јужњачких писаца, које је основано 1987. године. Поред свог књижевног рада, Велти је такође предавала креативно писање на факултетима и у радионицама, подстичући нове генерације писаца да развијају своје креативне способности.
Живела је у близини Џексоновог Белхевен колеџа и често је виђена међу људима свог родног града. Њен утицај на писање и књижевну сцену био је дубок, а лично је помогла неколико младих писаца из Мисисипија, укључујући Ричарда Форда, Елен Гилкрист и Елизабету Спенсер, да развију своје каријере и постигну значајан успех у свету књижевности.

## Књижевна критика везана за Велтијеву фикцију
Велти је била веома продуктиван писац, стварајући дела која истражују људске односе, утицај места и митолошке мотиве. Њене приче често обрађују парадоксалне аспекте људских веза, као и напетост између индивидуалних жеља и обавеза према заједници. Велти је, као искусан посматрач, користила своје способности да истражује дубоке и сложене односе међу људима, понекад из друштвеног и породичног контекста.
Тема парадокса људских односа добија свој израз у причама као што је Why I Live at the P.O., која на комичан начин приказује неспоразуме између сестре и њене породице, истичући проблеме комуникације. У овом делу, Велти истражује како недостатак разумевања може изазвати дубоке поделе, али такође показује и људску потребу за припадношћу.
Друга пример је лик госпођице Екхарт из The Golden Apples, који приказује напетост између самосталности и жеље за припадношћу заједници. Иако госпођица Екхарт има слободу да се посвети својим страстима као учитељица клавира, она такође чезне за оснивањем породице и прихватањем у друштву које је види као аутсајдера. Велти у овом примеру истражује како самоопредељење може бити у конфликту са друштвеним очекивањима.
Њене приче често истражују борбу за очување личног идентитета, док истовремено настоје да задрже или ојачају везе унутар заједнице. У овим делима, место и заједница имају кључну улогу у обликовању судбине њених ликова.
Место игра кључну улогу у делима Јудоре Велти, јер она верује да оно чини фикцију живом и релевантном. Место није само физички простор, већ и простор који носи са собом емоције, историју и културне обичаје. Оно постаје основа за обликовање идентитета ликова и догађаја у њеним причама. Кроз детаљан опис места, Велти успева да пренесе дубоке асоцијације које се јављају у људским умовима и везе које људи стварају са окружењем.
У причи A Worn Path, место постаје не само сценографија, већ и изазов за лика Феникс, који се бори да превазиђе физичке и друштвене препреке које јужни пејзаж поставља пред њу. Њено путовање није само физичко, већ и симболичко, јер место кроз које пролази обликује њену борбу, као и начин на који она види себе и свој свет.
The Wide Net користи реку као симбол и као место које дефинише не само заплет, већ и карактере. Различити ликови перципирају реку на различите начине, што указује на дубоке разлике у њиховим перспективама и животним искуствима. За неке, река је извор живота и хране, за друге је опасна и смртоносна, а за неке је знак издржљивости и постојања у свијету који их окружује. Место у овим причама није само позадина за радњу, већ важан елемент који помаже у изградњи расположења и концептуализацији живота и људских односа.
Кроз овај однос између места и људских емоција, Велти ствара дубоке, сложене и често контрадикторне слике које помажу читаоцима да разумеју дубље импликације живота на југу.
Митолошке фигуре и симболи често се појављују у Јудориним делима, као начин да се доделe дубљи, универзални значаји њеним ликовима и причама. Тиме она повезује локалне и специфичне догађаје са већим темама које се односе на људску природу и историју.
У A Worn Path, лик Феникс је снажно повезан са митолошком фигуром феникса. Као што митолошки феникс симболизује издржљивост, обнављање и бесмртност, тако и Феникс у причи показује исте особине кроз своје патње и истрајност у потрази за леком за свог унука. Њена црвена марамица са златним нијансама додаје визуелну повезаност са овим митолошким бићем, а њена храброст и племенитост прелазе кроз читаву причу као теме које истичу њену способност да се носи са свим животним препрекама.
У роману Delta Wedding, Велти такође користи митолошке елементе, али овде је упориште на дубљој, често мистичној природи јунака и догађаја. Митолошке референце служе као начин да се обогати значење живота и људских одлука које имају дубоке и комплексне импликације, понекад превазилазећи само локални контекст.
Користећи фигуру Прометеја у The Death of a Traveling Salesman, Велти истражује теме муке и жртве, као и потраге за властитом снагом и идентификацијом. Њен муж, који се враћа као човек који је „донео ватру“ свом шефу, има обележја класичног Прометеја, који је такође обележен снажним принципима, али и неким трагичним одликама које долазе из дубоких људских конфликата.
У неким причама као што је Petrified Man, Велти користи фигуру Медузе као симбол за моћне, често вулгарне жене. Кроз ову митолошку фигуру, она истражује како моћ и лепота могу бити и извори страха и насиља, али и значајан део самосвестаног и често опасног идентитета жена у друштву.
Митологија у Јудориним делима тако постаје алат за истраживање људских емоција, односа и сукоба, као и начин да се истакну дубљи контексти који превладавају локалну стварност, стварајући тако вишеслојну и универзалну литературу.
Велти често користи локације и симболе који су дубоко укорењени у митологији, чиме додаје слојеве значења и дубине својим делима. У свом роману Delta Wedding, она користи сам пејзаж Делте Мисисипија као референцу на митолошке елементе, као што су богиње љубави и њихови симболи. Професорка Вероника Маковски истиче како „сам терен и природа Долине Мисисипија имају алузије на Афродиту, богињи љубави, као и на митолошке симболе попут шкољки из којих је, према митологији, Афродита изашла из мора. Шкољке и женске гениталије често се користе као симболи плодности и сексуалности, који су важни у контексту Велтијеве истраге људских односа, посебно када се ради о љубави, родној идентификацији и друштвеним нормама”.
Такође, симбол златне јабуке који Велти користи у The Golden Apples позива се на митове у којима се златна јабука додељује као награда у такмичењима, али и на песму Вилијама Батлера Јејтса The Song of Wandering Aengus, где се спомињу сребрне и златне јабуке као симболи различитих аспеката живота. Сребрне јабуке се односе на идеале који су на дохват руке, али на крају жуде за нечем вишим и недостижним, као што су златне јабуке које симболизују тежњу ка савршенству и вечном, али истовремено и опасном или недостижном циљу. Овај симбол служи као метафора за две врсте ставова које Велти истражује у својим ликовима: једни траже нешто практично, одмах доступно и без икаквих велике амбиције, док други теже нечем вишем, али и потпуно недостижном, што носи своје ризике и последице.

## Почасти
- 1941: Награда О. Хенрија, друго место, за причу A Worn Path[38][39]
- 1942: Награда О. Хенрија, прво место, за причу The Wide Net[39]
- 1943: Награда О. Хенрија, прво место, за причу Livvie is Back[39]
- 1954: Медаља Вилијама Дина Хауелса за белетристику, за роман The Ponder Heart[40]
- 1968: Награда О. Хенрија, прво место, за причу The Demonstrators[39]
- 1969: Избор за члана Америчке академије уметности и наука[41]
- 1970: Медаља Едварда Мекдауела[42]
- 1973: Пулицерова награда за фикцију, за роман The Optimist's Daughter[1]
- 1979: Почасни докторат за писма Универзитета Илиноис у Урбана-Шампејну, Илиноис[43]
- 1980: Председничка медаља слободе[40]
- 1981: Почасни докторат хуманих писама Женског колеџа Рандолф-Мацон у Линчбургу, Вирџинија[44]
- 1983: Национална награда за књигу, за прво издање са меким повезом Сабрана дела Јудоре Велти[45]
- 1983: Позив Универзитета Харвард да одржи прва годишња предавања из историје америчке цивилизације, која су касније ревидирана и објављена као Почеци једног писца[5][16]
- 1983: Књижевна награда Сент Луиса од сарадника библиотеке Универзитета Сент Луис[46][47]
- 1985: Почасни докторат за писма Колеџа Вилијам и Мери у Вирџинији[48]
- 1985: Награда за достигнућа, Америчко удружење универзитетских жена[49]
- 1986: Национална медаља за уметност[50]
- 1990: Гувернерова награда за изузетност у уметности, животно дело, у част изузетног доприноса америчком писму[51]
- 1991: Медаља Националне фондације за књигу за изузетан допринос америчком писму[52][53]
- 1991: Пеги В. Хелмерих награда за истакнутог аутора, коју сваке године додељује фондација Tulsa Library Trust[53][54]
- 1992: Награда Реа за кратку причу[55]
- 1992: Награда ПЕН/Маламуд за кратку причу[55]
- 1992: Национална медаља за хуманистичке науке[56]
- 1993: Награда Чарлс Франкел, Национална задужбина за хуманистичке науке[55]
- 1993: Награда за истакнуте алумнисте, Америчко удружење државних колеџа и универзитета[55]
- 1996: Одликована од стране француске владе као Chevalier de la Légion d'Honneur[57]
- 1998: Први живи аутор чија су дела објављена у престижној серији Библиотека Америке[5]
- 2000: Америчка награда за животни допринос међународном писању[58]
- 2000: Увођење у Националну женску кућу славних[59]

## Комеморација
- Године 1990. Стив Дорнер је назвао свој програм за е-пошту „Јудора”, инспирисан Велтијевом причом Why I Live at the P.O.[60] Велти је наводно била „задовољна и забављена” одавањем почасти.[61]

- 1973. године, држава Мисисипи је установила 2. мај као Дан Јудоре Велти.[62]
- Сваког октобра, Универзитет за жене Мисисипија организује „Симпозијум писаца Јудора Велти”, како би се промовисала и прославила дела савремених писаца са југа.[63]
- Професор скулптуре на Државном универзитету Мисисипија, Криц Кембел, дизајнирао је намештај инспирисан Јудором Велти, који је представљен у часописима Smithsonian, The New York Times, Los Angeles Times, The Washington Post, Elle магазину, као и на Discovery Channel-у.
- Портрет Јудоре Велти налази се у Националној галерији портрета Смитсонијана. Насликала га је њена пријатељица Милдред Нунгестер Вулф.[64]
- Дана 10. септембра 2018. године, Јудора Велти је постала прва ауторка награђена историјским обележјем кроз стазу писаца Мисисипија. Историјски маркер је постављен у Eudora Welty House and Garden у Џексону, Мисисипи.[65]

## Дела

### Збирке кратких прича
- A Curtain of Green (1941)
- The Wide Net and Other Stories (1943)
- The Golden Apples (1949)
- The Bride of the Innisfallen and Other Stories (1955)
- Thirteen Stories (1965)
- The Collected Stories of Eudora Welty (1980)
- Moon Lake and Other Stories (1980)
- Morgana: Two Stories from The Golden Apples (1988)

### Новеле
- The Robber Bridegroom (1942)
  - Мјузикл базиран на новели
- Delta Wedding (1946)
- The Ponder Heart (1954)
- The Shoe Bird (1964)
- Losing Battles (1970)
- The Optimist's Daughter (1972)

### Есеји
- The Eye of the Story (1979)
- One Writer's Beginnings (1984)
- On Writing (2002)

### Кратке приче
- Death of a Traveling Salesman (мај 1936)
- The Doll (јун 1936)
- Lily Daw and the Three Ladies (зима 1937)
- Retreat (март 1937)
- A Piece of News (лето 1937)
- Flowers for Marjorie (лето 1937)
- A Memory (јесен 1937)
- Old Mr. Marblehall / Old Mr. Grenada (пролеће 1938)
- The Whistle (јесен 1938)
- A Curtain of Green (јесен 1938)

- Magic (септембар 1938)
- Petrified Man (пролеће 1939)
- The Hitch-Hikers (јесен 1939)
- Keela, the Outcast Indian Maiden (1940)
- A Worn Path (фебруар 1941)
- Why I Live at the P.O. (април 1941)
- A Visit of Charity (јун 1941)
- Powerhouse (јун 1941)
- Clytie (лето 1941)
- The Key (август 1941)
- The Purple Hat (новембар 1941)
- First Love (фебруар 1942)
- A Still Moment (пролеће 1942)
- The Wide Net (мај 1942)
- The Winds (август 1942)
- Asphodel (септембар 1942)
- Livvie / Livvie Is Back (новембар 1942)
- At The Landing (април 1943)
- A Sketching Trip (јун 1945)
- The Whole World Knows (март 1947)
- Hello and Good-Bye (јул 1947)
- June Recital / Golden Apples (септембар 1947)
- Shower of Gold (мај 1948)
- Music from Spain (јун 1948)
- The Wanderers / The Hummingbirds (март 1949)
- Sir Rabbit (пролеће 1949)
- Moon Lake (лето 1949)
- Circe / Put Me in the Sky (јесен 1949)
- The Burning (март 1951)
- The Bride of the Innisfallen (1. децембар 1951)
- No Place for You, My Love (20. септембар 1952)
- Kin (15. новембар 1952)
- Ladies in Spring / Spring (зима 1954)
- Going to Naples (јул 1954)
- Where Is the Voice Coming From? (6. јул 1963)
- The Demonstrators (26. новембар 1966)
- Acrobats in a Park (новембар 1977)